# Eva Klein
Eva Klein, född Fischer den 22 januari 1925 i Budapest, Ungern, död 19 januari 2025 på Lidingö, Stockholms län, var en svensk läkare och professor. Från 1947 fram till hans död 2016 var hon gift med Georg Klein.  
Eva Klein blev 1953 medicine licentiat vid Karolinska institutet och 1955 medicine doktor på en tumörbiologisk doktorsavhandling. Hon blev samma år docent i medicinsk cellforskning vid Karolinska institutet och 1962 docent i tumörbiologi. Hon blev professor 1969.
Klein invaldes 1987 till ledamot av Vetenskapsakademien. Hon var bland annat engagerad för Israels sak och den sionistiska frågan.